# Невежа (приток Соловы)
Невежа — река в России, протекает по Щёкинскому району Тульской области. Левый приток Соловы.

## География
Река Невежа берёт начало у деревни Пирогово-Зыково. Течёт на северо-восток параллельно линии железной дороги. Устье реки находится у деревни Нижнее Гайково в 41 км от устья Соловы. Длина реки составляет 16 км, площадь водосборного бассейна — 62,1 км².

## Данные водного реестра
По данным государственного водного реестра России относится к Окскому бассейновому округу, водохозяйственный участок реки — Упа от истока и до устья, речной подбассейн реки — Бассейны притоков Оки до впадения Мокши. Речной бассейн реки — Ока.
Код объекта в государственном водном реестре — 09010100312110000019311.